# Cel·lulosa

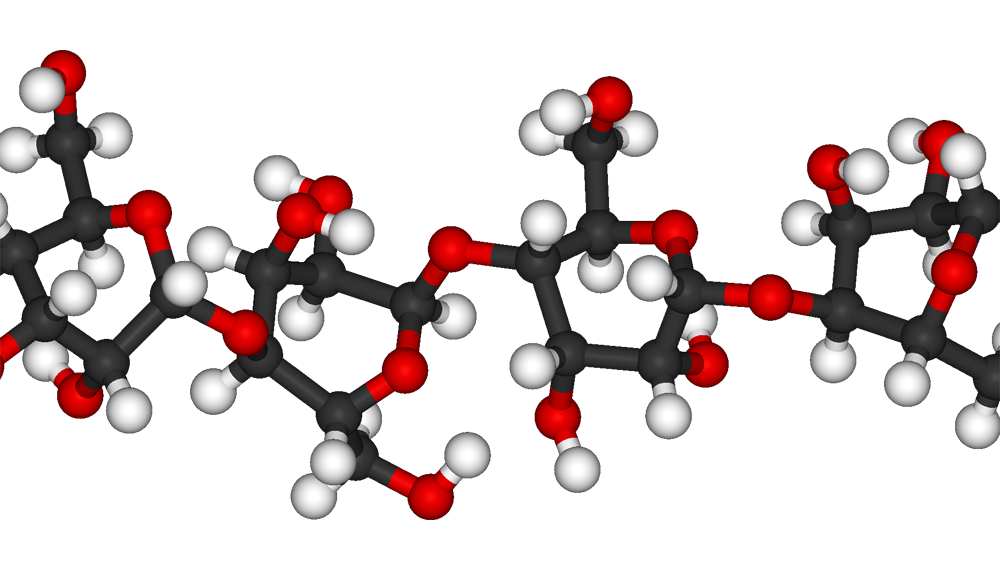
Estructura tridimensional, amb 4 unitats de glucosa visibles. (Negre= carboni; vermell= oxigen; blanc= hidrogen.)

La cel·lulosa és un compost orgànic natural. La seva fórmula és (C₆ H10 O₅)n, un polisacàrid constituït per una cadena lineal de centenars a més de deu mil unitats de D-glucosa units per enllaços β (1 → 4).
La cel·lulosa és el component estructural de la paret cel·lular primària de les plantes verdes, de moltes algues i dels oomicets. Algunes espècies de bacteris la secreten per formar biopel·lícules. La cel·lulosa és el més comú dels compostos orgànics a la Terra. Al voltant del 33 per cent de tota la matèria de les plantes és cel·lulosa (el contingut de cel·lulosa del cotó és de 90 per cent -gràcies a la flor- i la de la fusta és de 50 per cent).
Per a ús industrial, principalment la cel·lulosa s'obté a partir de polpa de fusta i el cotó. S'utilitza principalment per produir cartró i paper, en menor mesura, que es converteix en una gran varietat de productes derivats com la cel·lofana i raió. Alguns animals, especialment remugants i tèrmits, poden digerir la cel·lulosa amb l'ajut de microorganismes simbiòtics que viuen en les seves entranyes. La cel·lulosa no és digerible pels éssers humans i és sovint esmentat com a «fibra dietètica» o «tosc», actuant com un agent hidròfil de càrrega dels excrements.

## Història
La cel·lulosa va ser descoberta el 1838 pel químic francès Anselme Payen, que va aïllar-la a partir de matèria vegetal i se'n va determinar la fórmula química. La cel·lulosa es va utilitzar l'any 1870 a la Hyatt Manufacturing Company per a produir amb èxit el primer polímer termoplàstic, el cel·luloide. La producció de rayon (“seda artificial”) a partir de la cel·lulosa va començar en la dècada del 1890 i la cel·lofana (polímer natural de la cel·lulosa), la cel·lofana va ser inventada al 1912. Hermann Staudinger va determinar l'estructura de polímer de cel·lulosa el 1920. El compost va ser sintetitzat per primer cop químicament (sense l'ús de cap enzim d'origen biològic) al 1992, per Kobayashi i Shoda.

## Biosíntesi
La formació de macromolècules de cel·lulosa a les parets cel·lulars de plantes superiors està catalitzada per un complex de membrana de cel·lulosa sintasa multisubunitat situat al final de les microfibril·les allargades. El complex complet de la cel·lulosa sintasa està format per subunitats catalítiques, de porus i de cristal·lització. La subunitat catalítica de la cel·lulosa sintasa està codificada per la família multigènica CesA (cel·lulosa sintasa A), que és membre de la superfamília Csl (anglès, cellulose synthase-like), que també inclou els enzims CslA, CslF, CslH i CslC responsables de la síntesi d'altres polisacàrids.
Quan s'estudia la superfície del plasmalemma de les cèl·lules vegetals mitjançant el mètode de congelació-escissió, a la base de les microfibril·les de cel·lulosa, es poden observar les anomenades rosetes o complexos terminals d’uns 30 nm de mida i compostes per 6 subunitats. Cada subunitat de la roseta és, al seu torn, un supercomplex format a partir de 6 sintases de cel·lulosa.Així, com a resultat del funcionament d’aquest sòcol, es forma una microfibril·la que conté unes 36 macromolècules de cel·lulosa en una secció transversal. En algunes algues, els supercomplexos de síntesi de cel·lulosa s'organitzen linealment.
Curiosament, el sitosterol glicosilat té el paper d’una llavor per iniciar la síntesi de cel·lulosa. El substrat directe per a la síntesi de cel·lulosa és la glucosa UDP. De la formació de UDP-glucosa, és responsable la sacarosa sintasa, associada a la cel·lulosa sintasa i la realització de la reacció:
```
Sacarosa + UDP ⇌ UDP-glucosa + D-fructosa
```

A més, la UDP-glucosa es pot formar a partir de l'agrupació d'hexosa fosfats com a resultat del treball de la UDP-glucosa pirofosforilasa:
```
Glucosa-1-fosfat + UTP ⇌ UDP-glucosa + PPi
```

La direcció de la síntesi de microfibril·les de cel·lulosa es proporciona a causa del moviment de complexos de cel·lulosa sintasa al llarg de microtúbuls adjacents al plasmalemma des de l’interior. En una planta model, com l'Arabidopsis, es va trobar la proteïna CSI1, que és responsable de la fixació i el moviment dels complexos de cel·lulosa sintasa al llarg dels microtúbuls corticals.

## Els productes comercials
La cel·lulosa és el principal constituent de paper i cartró i dels tèxtils de cotó, lli i altres fibres vegetals. Un dels teixits que es fan amb la cel·lulosa és el cupro.
La cel·lulosa pot convertir-se en cel·lofana, una prima pel·lícula transparent, i en raió, una fibra important que s'ha utilitzat per als productes tèxtils des de principis del segle xx. Tant el raió com la cel·lofana es coneixen com a "fibres de cel·lulosa regenerada", són idèntiques a les de cel·lulosa en l'estructura química i en general són fetes de viscosa, una solució viscosa a partir de la cel·lulosa. El procés Lyocell per produir raió, més recent, és més respectuós amb el medi ambient.
La cel·lulosa és utilitzada en el laboratori com la fase estacionària de cromatografia en capa fina. És la matèria primera en la fabricació de nitrocel·lulosa o nitrat de cel·lulosa, que va ser històricament utilitzada en la pólvora sense fum, i com la base material del cel·luloide que es fa servir per a la pel·lícula fotogràfica i cinematogràfica fins a mitjans de la dècada de 1930. L'aïllament de cel·lulosa a partir del reciclatge de paper s'està convertint en un mètode ambientalment preferible pels materials d'aïllament d'edificis.
La cel·lulosa es fa servir per fer material hidròfil molt absorbent i esponges, així com adhesius i aglutinants solubles en aigua com ara metil cel·lulosa i carboximetil cel·lulosa que s'utilitzen en l'adhesiu del paper pintat per parets.
La cel·lulosa microcristal·lina (E460i) i la cel·lulosa en pols (E460ii) s'utilitzen com a farciment inactiu en comprimits i com espessidors i estabilitzants en aliments processats.

## Font de cel·lulosa i els cultius energètics
El principal component combustible dels cultius energètics no alimentaris és la cel·lulosa, amb la lignina segon. Els cultius energètics no alimentaris són més eficients que els cultius energètics comestibles (que tenen un gran contingut de midó), però encara competeixen amb els cultius alimentaris per terres agrícoles i recursos hídrics. Típicament els cultius energètics no alimentaris inclouen cànem industrial, Mill, Miscanthus, Salix (salze), i Populus (pollancres).
Alguns bacteris poden convertir la cel·lulosa en etanol que pot ser utilitzat com a combustible, vegeu etanol cel·lulosa.